# Дворове
Дворове́ (до 1948 року Тарха́н; крим. Tarhan) — село Білогірського району Автономної Республіки Крим.
Входить до Пшеничненської сільської ради.
Відстань від райцентру до населеного пункта становить 67 кілометрів по прямій.